# ジャマル・アモファ
ジャマル・アモファ（Jamal Amofa、1998年11月25日 - ）は、オランダ・アムステルダム出身のサッカー選手。ゴー・アヘッド・イーグルス所属。ポジションはDF。